# Krishnarao Shivarao Shelvankar
Krishnarao Shivarao Shelvankar fue un periodista y diplomático indio.
- Se unió a la India League en Londres, luego a la vanguardia del movimiento de independencia de la India, y seguía siendo un miembro hasta que murió.
- Fue influenciado por Harold Laski, con quien estudió en la Escuela de Economía y Ciencia Política de Londres y por Krishna Menon.
- Como intelectual, estableció en la filosofía política en los años treinta y cuarenta en Inglaterra a través de dos libros influyentes: En 1937 Ends or Means? Como respuesta a en:Ends and Means de Aldous Huxley y en 1940 Problems of India. Sus problemas de la India, una brillante crítica de la dominación colonial, fue uno de los primeros libros escritos por un autor indio que será publicado por Penguin. Fue prohibido en la Raj británico.

- De 1942 a 1968 fue corresponsal de The Hindu en Londres.
- Dos años estaba portavoz de Jawaharlal Nehru.
- Representó el gobierno de la India en foros internacionales como las Naciones Unidas.
- De 1968 a 1970 tenía Exequatur como Cónsul General en Hanoi (Vietnam del Norte).
- De 1971 a 1975 fue embajador en Moscú (Unión Soviética).
- De 1976 a 1978 fue embajador en Oslo (Noruega).
- En 1978 fue jubilado y estableciose en Londres.[1]